# Checa
Checa település Spanyolországban, Guadalajara tartományban. Checa Alcoroches, Orea, Albarracín, Cuenca, Beteta, Peralejos de las Truchas, Chequilla és Traíd községekkel határos. Lakosainak száma 271 fő (2024).

## Népesség
A település népessége az utóbbi években az alábbiak szerint változott:
| Lakosok száma | 410  | 364  | 339  | 341  | 340  | 288  | 287  | 282  | 286  | 271  |
|               | 2001 | 2004 | 2006 | 2009 | 2011 | 2014 | 2016 | 2019 | 2021 | 2024 |